# گانتز: جی
گانتز: جی (به انگلیسی: GANTZ:G) مجموعه مانگایی ژاپنی به قلم هیرویا اوکو و توموهیتو اوساکی و تصویرسازی کیتا ایزوکا است. این یک اسپین‌آف از سری مانگای اوکو تحت عنوان گانتز محسوب می‌شود. گانتز: جی از نوامبر ۲۰۱۵ تا فوریه ۲۰۱۷، در مجلهٔ سینن مانگای میراکل جامپ انتشارات شوئیشا به چاپ می‌رسید، در حالی که فصل آخر آن در سکوی برخط شونن جامپ+ منتشر شد. شوئیشا فصل‌های آن را در ۳ جلد تانکوبون جمع‌آوری کرد که از سپتامبر ۲۰۱۶ تا ۱۷ مارس ۲۰۱۷ عرضه شد.

## جلدها
| شماره | تاریخ انتشار اصلی | شابک اصلی              | تاریخ انتشار انگلیسی | شابک انگلیسی           |
| ----- | ----------------- | ---------------------- | -------------------- | ---------------------- |
| ۱     | ۱۶ سپتامبر، ۲۰۱۶  | شابک ‎۹۷۸−۴−۰۸−۸۹۰۳۹۵−۸ | ۱۳ ژوئن، ۲۰۱۸        | شابک ‎۹۷۸−۱−۵۰۶۷۰−۷۷۷−۸ |
| ۲     | ۱۹ اکتبر، ۲۰۱۶    | شابک ‎۹۷۸−۴−۰۸−۸۹۰۵۱۳−۶ | ۱۰ اکتبر، ۲۰۱۸       | شابک ‎۹۷۸−۱−۵۰۶۷۰−۷۷۸−۵ |
| ۳     | ۱۷ مارس، ۲۰۱۷     | شابک ‎۹۷۸−۴−۰۸−۸۹۰۶۰۹−۶ | ۲۷ فوریه، ۲۰۱۹       | شابک ‎۹۷۸−۱−۵۰۶۷۰−۷۷۹−۲ |